# یوسف چرمیتی
یوسف چرمیتی (انگلیسی: Youssef Chermiti؛ زادهٔ ۲۴ مهٔ ۲۰۰۴) بازیکن فوتبال است.
وی همچنین در تیم‌های ملی فوتبال زیر ۱۵ سال پرتغال، زیر ۱۶ سال پرتغال، زیر ۱۸ سال پرتغال، و زیر ۱۹ سال پرتغال بازی کرده‌است.